# سیارک ۱۹۹۹۳
سیارک ۱۹۹۹۳ (به انگلیسی: 19993 Gunterseeber، نامگذاری:1990TK10) نوزده هزار و نهصد و نود و سومین سیارک کشف شده‌است که در ۱۰ اکتبر ۱۹۹۰ کشف شد.
قدر مطلق سیارک برابر ۱۹٫۵ است.